# Turracher Höhe

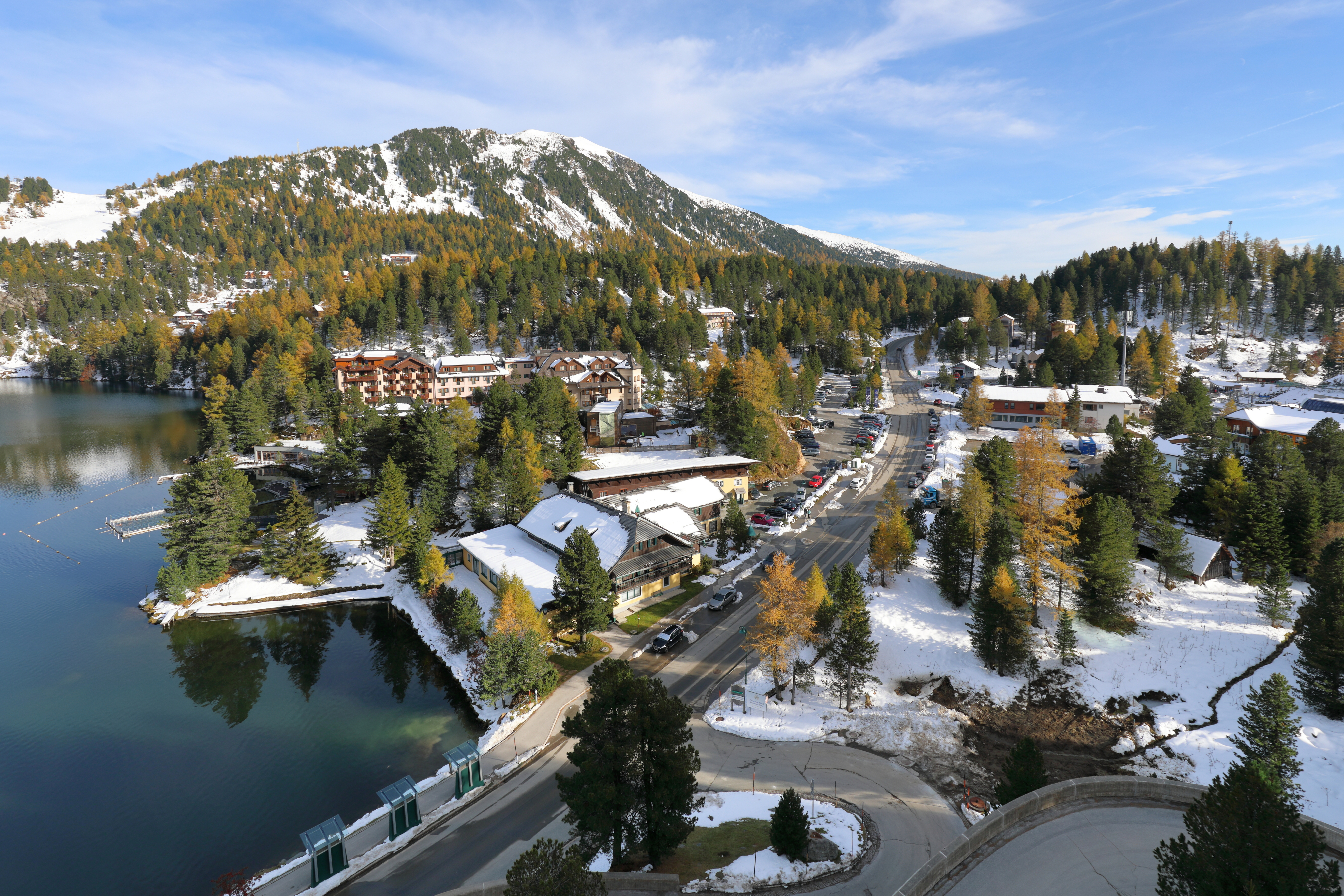
Veduta della Turracher Höhe

Turracher Höhe, chiamato anche Turracherhöhe, è un villaggio, un passo alpino e un paesaggio delle Alpi della Gurktal, in Austria. Il villaggio e il lago Turracher del passo, che condividono lo stesso nome, sono separati dal confine dei due Stati federali della Stiria e della Carinzia. A causa della sua posizione elevata, la regione è stata colonizzata solo relativamente tardi. Nel XVII secolo iniziò l'attività mineraria sotto il Turracherhöhe. L'apertura della parte superiore del porto con una strada asfaltata avvenne solo più tardi. Nel corso del XX secolo, la regione è stata gradualmente sviluppata per il turismo. Si sta cercando di mantenere la diversità della flora e della fauna del Turracherhöhe attraverso aree di conservazione del paesaggio e un'espansione attenta e orientata alla natura delle strutture turistiche.

## Geografia

### Posizione geografica
Il Turracherhöhe si trova nei Monti Nock, la parte occidentale delle Alpi della Gurktal. L'area si estende dalle cime della Rinsennock (2.334 m) a ovest fino alla Lattersteighöhe (2.264 m) a est; in direzione nord-sud, si estende dal villaggio di Turrach alla piana di Reichenau a sud. Poco più lontano si trovano le cime di Eisenhut (2.441 m), Großer Königstuhl (2.331 m) e Gruft (2.232 m).
Il punto più alto della cima del passo, lunga circa due chilometri, ha un'altitudine di 1.795 m sul livello del mare a sud del lago Turracher. Il lago ha un livello d'acqua di 1.763 m s.l.m. (Adria) ed è collegato al villaggio. La Turracher Höhe, in quanto cima "classica" del passo, fa anche parte di uno spartiacque tra la valle di Mura e l'alto fiume Gurk, la cui sorgente si trova sotto la Lattersteighöhe a circa 2.000 m di altitudine.
La Strada del Turracher (B95), che da Salisburgo costeggia la sponda occidentale del Lago del Turracher, collega l'Alta Valle del Mura a nord con l'Alta Valle del Gurk in Carinzia, e prosegue fino a Feldkirchen e al bacino di Klagenfurt a sud. La strada di valico (da Turrach alla piana di Reichenau) è lunga 16 km; il tratto tra gli incroci con la strada Murauer (B97) a Predlitz e la strada Kleinkirchheimer (B88) presso Patergassen è lungo 35 km.
In totale, tre comuni condividono la regione della Turracher Höhe: la Stiria Predlitz-Turrach a nord e i comuni carinziani di Reichenau e Albeck a sud. Non esistono sentieri diretti per raggiungere la cima del passo da Albeck.

## Laghi
Presso Turracher Höhe si trovano tre laghi. Secondo la leggenda, si sono formati dalle lacrime che Dio versò quando vide la bellezza che aveva creato. Il più grande di questi è il Turracher See (Lago di Turracher), con una superficie di 19,4 ettari. A circa 300 m a est si trova lo Schwarzsee (Lago Nero, 2,6 ettari). A sud si trova il Grünsee (Lago Verde, 1,48 ettari). I due laghi più piccoli, lasciati alla natura, sono meno conosciuti perché si trovano in un'area paesaggistica protetta e sulle loro rive non è consentito costruire, e perché sono raggiungibili solo tramite sentieri.
La superficie del Turracher See, profonda fino a 33 metri, è completamente ghiacciata per sei mesi all'anno. Poiché l'acqua del lago viene utilizzata per creare neve artificiale, il livello dell'acqua del lago può variare di alcuni metri durante l'inverno.
Oltre ai laghi, dai ghiacciai dell'era glaciale si sono formate anche paludi e acquitrini a causa dell'alto livello delle acque sotterranee. Nell'area della cima del passo si trovano diversi tipi di torbiere. Nell'area della cima del passo si trovano soprattutto torbiere alte e paludi. Nel Kornock si trova una torbiera di valle a più di 2.000 m di altitudine. L'area torbiera più importante confina con lo Schwarzsee e probabilmente è una parte di questo corpo idrico già insabbiato.